# Якшурское (сельское поселение, Якшур-Бодьинский район)
Якшурское — упразднённое муниципальное образование со статусом сельского поселения в Якшур-Бодьинском районе Удмуртии Российской Федерации.
Административный центр — деревня Якшур.
Законом Удмуртской Республики от 11.05.2021 № 43-РЗ к 25 мая 2021 года упразднено в связи с преобразованием муниципального района в муниципальный округ.

## История
Статус и границы сельского поселения установлены Законом Удмуртской Республики от 14 июля 2005 года № 44-РЗ «Об установлении границ муниципальных образований и наделении соответствующим статусом муниципальных образований на территории Якшур-Бодьинского района Удмуртской Республики».

## Население
| 2010  | 2012  | 2013  | 2014  | 2015  | 2016  | 2017  |
| ----- | ----- | ----- | ----- | ----- | ----- | ----- |
| 1349  | ↗1352 | ↘1351 | ↘1334 | ↗1371 | ↘1369 | ↗1389 |
| 2018  | 2019  | 2020  |       |       |       |       |
| ↘1379 | ↘1367 | ↘1351 |       |       |       |       |

## Состав сельского поселения
| № | Населённый пункт | Тип населённого пункта          | Население |
| - | ---------------- | ------------------------------- | --------- |
| 1 | Альман           | деревня                         | ↘58       |
| 2 | Бабашур          | деревня                         | ↗1        |
| 3 | Выжоил           | деревня                         | ↘200      |
| 4 | Кесвай           | деревня                         | ↗79       |
| 5 | Нижний Пислеглуд | деревня                         | ↗232      |
| 6 | Патраки          | деревня                         | ↘59       |
| 7 | Соловьи          | деревня                         | ↗1        |
| 8 | Чекерово         | деревня                         | →0        |
| 9 | Якшур            | деревня, административный центр | ↗722      |